# Joan López
Joan López (Sant Hipòlit de Voltregà, 1730 - Vic, 1798) fou un filòleg i frare franciscà català. És conegut per les seves gramàtiques aràbigues, i pel seu vocabulari àrab-castellà, així com per crear una versió en català dels Ejercicios espirituales de María de Jesús de Ágreda.
L'any 1726 va viatjar a Terra Santa, on va viure durant 18 anys gestionant diverses comunitats catòliques. Va estudiar grec i àrab a Damasc, on viatjà sovint.

## Obres
- Relació de la peregrinació a Jerusalem per un frare franciscà